# Adūr
Adūr är en ort i Indien.   Den ligger i distriktet Pattanamtitta och delstaten Kerala, i den södra delen av landet, 2 200 km söder om huvudstaden New Delhi. Adūr ligger 46 meter över havet och antalet invånare är 29 652.
Terrängen runt Adūr är platt. Runt Adūr är det tätbefolkat, med 550 invånare per kvadratkilometer. Närmaste större samhälle är Pathanāmthitta, 12,4 km norr om Adūr. Omgivningarna runt Adūr är en mosaik av jordbruksmark och naturlig växtlighet.